# Perec Smolenskin
Perec Smolenskin, także Piotr Smoleński (ur. 25 lutego 1842 w Monastyrszczinie, zm. 1 lutego 1885 w Merano) – żydowski pisarz i myśliciel tworzący w języku hebrajskim. 

## Życiorys
Urodził się 25 lutego 1842 roku w miejscowości Monastyrszczina, w ubogiej rodzinie. Ukończył jesziwę w Szkłowie. W latach 1862–1867 mieszkał w Odessie, gdzie uczył języka hebrajskiego. W tym okresie zaczął publikować na łamach hebrajskojęzycznego periodyku „Ha-Melic”, wydał zbiór krytyki literackiej i pisał utwory beletrystyczne.
W 1868 roku, po przeprowadzce do Wiednia, założył miesięcznik w języku hebrajskim pt. „Ha-Szachar” i był jego wydawcą aż do śmierci. Nieregularnie ukazujące się pismo poświęcone żydowskiej kulturze i myśli narodowej miało znaczący wpływ na kulturę Żydów Europy Wschodniej. Wiedeński dom Smoleńskiego stał się miejscem spotkań młodych literatów.
Jako przedstawiciel liberalnej haskali, w swojej twórczości Smolenskin opowiadał się przeciwko chasydyzmowi, ale i krytykował młode pokolenie asymilujących się Żydów porzucających swoją dawną tożsamość.
Uważany jest za jednego z prekursorów syjonizmu. Pod wpływem pogromów w 1881 roku doszedł do przekonania, że jedyna nadzieja na przyszłość narodu żydowskiego to powrót do Izraela i ustanowienie samodzielnego państwa.
Zmarł na gruźlicę 1 lutego 1885 roku w Merano. W 1952 roku jego szczątki przeniesiono do Izraela, by upamiętnić jego rolę w budowaniu żydowskiej ideologii narodowej.